# Mischocyttarus atramentarius
Mischocyttarus atramentarius är en getingart som beskrevs av Zikan 1949. Mischocyttarus atramentarius ingår i släktet Mischocyttarus och familjen getingar. Inga underarter finns listade i Catalogue of Life.